# Врбан, Кенан
Кенан Врбан (босн. Kenan Vrban; родился 19 сентября 2008, Травник) — боснийский футболист, полузащитник клуба «Сараево».

## Клубная карьера
Уроженец Травникаа, Врбан является воспитанником футбольной академии клуба «Сараево». 9 февраля 2025 года дебютировал в основном составе «Сараево», выйдя на замену в матче Кубка Боснии и Герцеговины против клуба «Слога», в возрасте 16 лет и 143 дней став самым молодым дебютантом в истории клуба. 15 марта 2025 года дебютировал в Премьер-лиге Боснии и Герцеговины, выйдя на замену в матче против «Игмана».

## Карьера в сборной
Выступал за сборные Боснии и Герцеговины до 15, до 16 и до 17 лет.